# Szalatnai Judit
Szalatnai Judit, 1959–65: Szalay Lászlóné, 1968–70: Kozma Istvánné, 1977–: Szigetváry Ferencné (Pozsony, 1933. április 5. – 2016. július 23.) Európa-bajnoki bronzérmes evezős, síelő, vitorlázó, edző.

## Élete
Apja Szalatnai Rezső író, irodalomtörténész, anyja Salamon Eleonóra volt. Első férje Szalay László síelő, második férje Kozma István olimpiai bajnok birkózó, harmadik férje Szigetváry Ferenc geológus volt.
1948-tól élt Magyarországon. 1951-ben a budapesti Szilágyi Erzsébet Gimnáziumban érettségizett. 1953-ban tolmács-fordítói képesítést szerzett. 1956-ban kirakatrendező szakiskolát végzett. 1970-ben evezős- 1973-ban síedzői diplomát szerzett.
1956–57-ben a budapesti Április 4. Gépgyár dolgozója volt. 1957-ben az Erőterv Vállalat, 1958 és 1962 között az Ybl Miklós Tervező Szövetkezet, 1963 és 1980 között az Olajterv munkatársa volt tervezőként.
1946 és 1951 között úszóként versenyzett. 1946 és 1948 között a csehszlovák SPK Bratislava, 1948 és 1950 között a Budapesti Lokomotív, 1950–51-ben a MAFC úszója volt. Ezt követően evezősként versenyzett 1966-ig. 1951 és 1953 között a Bp. Honvéd, 1953–54-ben a VM Csemege, 1954 és 1960 között a Vasas, 1961 és 1966 között az MTK evezőse volt. Edzői Szendey Antal, Jaskievits István, Hermándi Romuáld, Hortobágyi Miklós, Ballya Hugó és Bohn Ferencné Rakitay Zsuzsa voltak. 1956 és 1960 között válogatott kerettag volt. Legnagyobb sikerét az 1959-es maconi Európa-bajnokságon érte, ahol nyolcpárevezősben bronzérmet szerzett.
1956 és 1973 között sízőként is versenyezett. 1956–57-ben a 31. sz. Építők, 1957 és 1959 között a Bp. Építők, 1960 és 1973 között a MAFC sízője volt. Az aktív evezés befejezése után 1975-ig vitorlázóként is versenyzett. 1967 és 1973 között a Balatonfüredi Vasas, 1973 és 1975 között a Külker SC vitorlázója volt.

## Sikerei, díjai

### Evezősként
- Európa-bajnokság
  - bronzérmes: 1959, Macon – nyolcpárevezős (Lábodiné Sebestyén Borbála, Zakály Mária, Halász Lászlóné, Helmich Magda, Szalatnai Judit, Rakitay Zsuzsa, Lukachich Győzőmé, Nagy Ottóné, kormányos: Radványiné Skotniczky Ilona)
- Magyar bajnokság – nyolcpárevezős
  - bajnok: 1956, 1958, 1960

### Síelőként
- Magyar bajnokság – csapat 
  - bajnok: 1957 (lesiklás), 1958 (műlesiklás és óriás-műlesiklás)
- Magyar bajnokság – egyéni
  - 3.: 1968 (lesiklás)